# Ragas and sagas
Ragas and sagas is een studioalbum van Jan Garbarek. Als gastmusici traden op een aantal Pakistaanse muzikanten, die ook meeschreven aan de muziek. Daarbij bleek dat de saxofoon van Jan Garbarek goed te passen in die muziek. Het verschil tussen Sammimuziek, die Garbarek opnam en de muziek uit Pakistan bleek te verwaarlozen. Het album is opgenomen in de Rainbow Studio onder leiding van Jan Erik Kongshaug. Het is het eerste album waarbij Garbarek als muziekproducent optrad, naast de gebruikelijke producent van ECM Records Manfred Eicher. Het album deed er relatief lang over om uitgegeven te worden; er zat anderhalf jaar tussen opname en release.

## Musici
- Ustad Fateh Ali Khan – zang
- Jan Garbarek – sopraansaxofoon, tenorsaxofoon
- Ustad Shaukat Hussain – tabla
- Ustad Nazim Ali Khan – sarangi
- Deepika Thathaal – zang
- Manu Katché op Saga.

## Muziek
| Nr. | Titel                           | Duur  |
| --- | ------------------------------- | ----- |
| 1.  | Raga I (Ustad Fateh Ali Khan)   | 8:40  |
| 2.  | Saga (Garbarek)                 | 5:25  |
| 3.  | Raga II (Ustad Fateh Ali Khan)  | 13:05 |
| 4.  | Raga III (Ustad Fateh Ali Khan) | 11:53 |
| 5.  | Raga IV (Ustad Fateh Ali Khan)  | 12:56 |